# رون دوناشي
رون دوناشي (بالإنجليزية: Ron Donachie)‏ هو ممثل بريطاني، ولد في 26 أبريل 1956 في المملكة المتحدة.

## أعمال

### مسلسلات
- صراع العروش

## وصلات خارجية
- رون دوناشي على موقع IMDb (الإنجليزية)
- رون دوناشي على موقع أول موفي (الإنجليزية)
- رون دوناشي على موقع قاعدة بيانات الفيلم (الإنجليزية)